# هندوالان
هندوالان روستایی در دهستان میاندشت بخش مرکزی شهرستان درمیان استان خراسان جنوبی ایران است. بر پایه سرشماری عمومی نفوس و مسکن در سال ۱۳۹۰ جمعیت این روستا ۱٬۱۴۱ نفر (در ۳۱۲ خانوار) بوده‌است.